# 第一代布魯厄姆和沃克斯男爵亨利·布魯厄姆

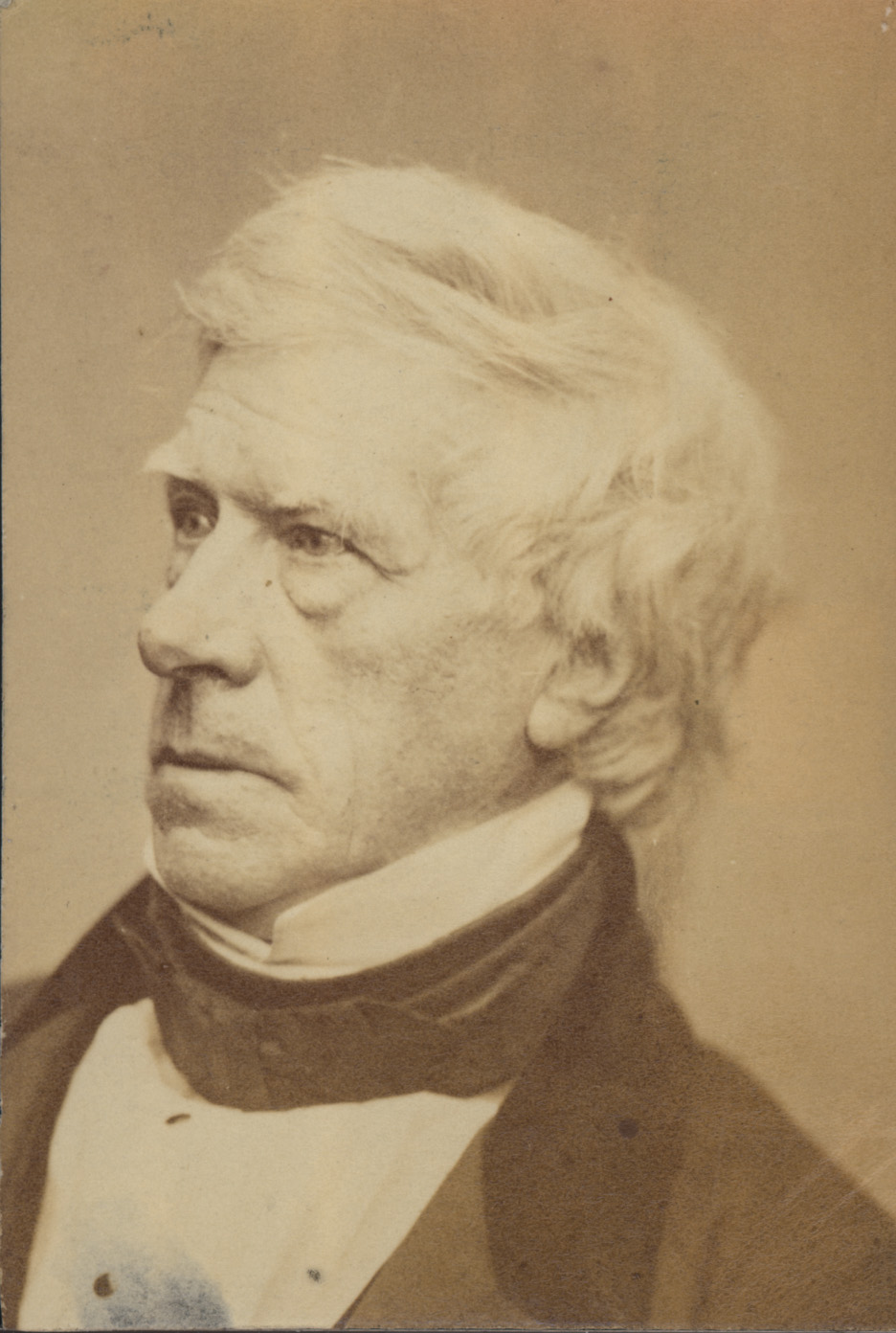
布魯厄姆和沃克斯勳爵

第一代布魯厄姆和沃克斯男爵亨利·彼得·布魯厄姆（英語：Henry Peter Brougham, 1st Baron Brougham and Vaux，1778年9月19日—1868年5月7日）是英國輝格黨政治人物，在首相格雷伯爵任內擔任大法官一職（1830年至1834年）。1826年与托马斯·坎贝尔以“伦敦大学”（London University）之名创立了伦敦大学学院。1832年改革法令以及1833年廢奴法令皆在布魯厄姆任內通過。